# Tapacul turdí
El tapacul turdí (Liosceles thoracicus) és una espècie d'ocell de la família dels rinocríptids (Rhinocryptidae) i única espècie del gènere Liosceles Sclater, PL 1865

## Hàbitat i distribució
Habita el terra del bosc de les terres baixes fins als 500 m, del sud-est de Colòmbia, est de l'Equador, est del Perú i oest amazònic de Brasil.